# H1FNT
H1FNT (англ. H1 histone family member N, testis specific) – білок, який кодується однойменним геном, розташованим у людей на 12-й хромосомі. Довжина поліпептидного ланцюга білка становить 255 амінокислот, а молекулярна маса — 28 116.
Представник родини білків гістонів H1.
| 10         |  | 20         |  | 30         |  | 40         |  | 50         |
| ---------- |  | ---------- |  | ---------- |  | ---------- |  | ---------- |
| MEQALTGEAQ |  | SRWPRRGGSG |  | AMAEAPGPSG |  | ESRGHSATQL |  | PAEKTVGGPS |
| RGCSSSVLRV |  | SQLVLQAIST |  | HKGLTLAALK |  | KELRNAGYEV |  | RRKSGRHEAP |
| RGQAKATLLR |  | VSGSDAAGYF |  | RVWKVPKPRR |  | KPGRARQEEG |  | TRAPWRTPAA |
| PRSSRRRRQP |  | LRKAARKARE |  | VWRRNARAKA |  | KANARARRTR |  | RARPRAKEPP |
| CARAKEEAGA |  | TAADEGRGQA |  | VKEDTTPRSG |  | KDKRRSSKPR |  | EEKQEPKKPA |
| QRTIQ      |  |            |  |            |  |            |  |            |

A: Аланін

C: Цистеїн

D: Аспарагінова кислота

E: Глутамінова кислота

F: Фенілаланін

G: Гліцин

H: Гістидин

I: Ізолейцин

K: Лізин

L: Лейцин

M: Метіонін

N: Аспарагін

P: Пролін

Q: Глутамін

R: Аргінін

S: Серин

T: Треонін

V: Валін

W: Триптофан

Кодований геном білок за функціями належить до білків розвитку, фосфопротеїнів. 
Задіяний у таких біологічних процесах, як диференціація клітин, сперматогенез, конденсація ДНК. 
Білок має сайт для зв'язування з АТФ, нуклеотидами, ДНК. 
Локалізований у ядрі, хромосомах.